# Buddy Ebsen

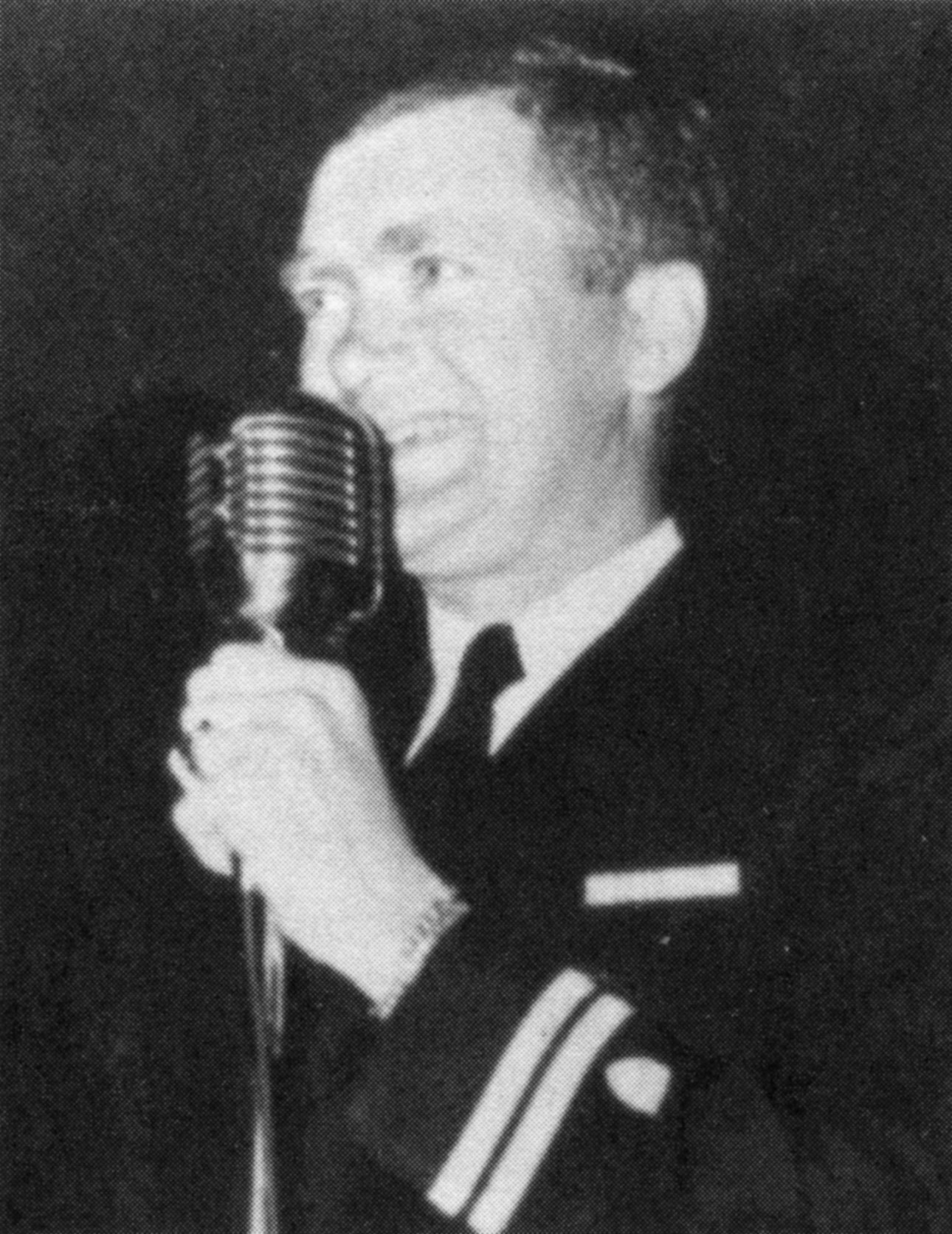
Buddy Ebsen als Truppen-Entertainer im Zweiten Weltkrieg

Buddy Ebsen, geboren als Christian Rudolph Ebsen Jr. (* 2. April 1908 in Belleville, Illinois; † 6. Juli 2003 in Torrance, Kalifornien) war ein US-amerikanischer Schauspieler, Tänzer und Entertainer. Am bekanntesten wurde Ebsen durch seine Rolle als Jed Clampett in der populären Fernsehserie The Beverly Hillbillies und durch die des Privatdetektivs Barnaby Jones.

## Lebenslauf
Der Sohn des nahe der dänischen Grenze geborenen deutschen Vaters Christian Rudolf Ebsen, Sr. und seiner lettischen Mutter Frances lernte nach einem Umzug nach Orlando, Florida das Tanzen in der Schule seines Vaters und schloss die High School 1926 ab. Von 1926 bis 1927 studierte er an der University of Florida und dann bis 1928 am Rollins College in Winter Park, Florida. Finanzielle Probleme der Familie zwangen ihn dann, die Universität im Alter von 20 Jahren zu verlassen. Ebsen zog mit nur 26,75 Dollar in der Tasche nach New York und versuchte dort gemeinsam mit seiner Schwester Vilma sein Glück als Tänzer. Beide  traten in Vaudevilles unter dem Künstlernamen The Baby Astaires auf und hatten als Chorsänger auch kleine Rollen am Broadway, so im Musical Flying Colors oder in den Ziegfeld Follies of 1934. Auf Vermittlung des Star-Reporters Walter Winchell gelang ihnen dann der Sprung in das renommierte Palace Theatre, dem Zentrum des Vaudeville.
Im Jahr 1936 wurde die Familie Ebsen zu einem Filmtest bei der MGM eingeladen und erhielt einen Zweijahresvertrag. Sie zogen nach Hollywood und hatten einen ersten Filmauftritt im Filmmusical Broadway-Melodie 1936 (orig. Broadway Melody of 1936), der Vilma Ebsens einziger Film bleiben sollte. Sie zog sich aus dem Showbusiness zurück, ihr Bruder Buddy erhielt jedoch weitere Rollen, so 1936 in Zum Tanzen geboren und Shirley Ahoi! (in dem er mit Shirley Temple tanzte) oder 1938 in Broadway Melody of 1938 neben Judy Garland. Sein extravaganter Tanzstil brachte ihm einen Auftrag von Walt Disney ein, der ihn als Zeichenhilfe für die Micky-Maus-Animationen in den Silly-Symphonies-Kurzfilmen einsetzen ließ. Im Jahr 1939 wurde Ebsen für das Filmmusical Der Zauberer von Oz engagiert, in dem er den Zinnmann spielen sollte. Er spielte alle Gesangsnummern ein, durchlief alle Proben und hatte schon mit den Filmaufnahmen begonnen, als ihm der Aluminiumstaub des Makeups gesundheitliche Probleme verursachte. Er war deshalb gezwungen, die Rolle an Jack Haley abzugeben. Einige seiner Gesangseinspielungen sind aber im Soundtrack des Films erhalten geblieben. Bis zu seinem Lebensende hatte Ebsen immer wieder Lungenprobleme, die er auf diese Rolle zurückführte.
Im Fernsehen populär machte ihn dann die Disneyland-Fernsehserie Davy Crockett (1954–1955), in der er an der Seite von Fess Parker die Rolle des George Russel spielte. Dazu kamen die auch international eingesetzten Kinoveröffentlichungen Davy Crockett, König der Trapper (Davy Crockett, King of the Wild Frontier, 1955) und Flußpiraten (Davy Crockett and the River Pirates, 1956). 1960 war er in einer Nebenrolle als deutlich älterer Ehemann von Audrey Hepburn in der romantischen Komödie Frühstück bei Tiffany zu sehen.
Richtig berühmt wurde Ebsen durch die Komödienserie The Beverly Hillbillies, die von 1962 bis 1971 beim Sender CBS lief und in den USA zu einer der quotentechnisch erfolgreichsten Fernsehserien der 1960er-Jahre wurde. In dieser spielte Ebsen die Hauptrolle des hinterwäldlerischen Familienpatriarchen Jed Clampett, der durch eine Ölquelle zu einem Vermögen kommt und mit seiner Familie ins versnobte Beverly Hills zieht. Von den Kritikern wurde die Serie jedoch nur mäßig beurteilt. Von 1973 bis 1980 setzte Ebsen seine Karriere als Fernsehdetektiv Barnaby Jones bei CBS fort und war auch als Sprecher in der Dokumentarserie Disney Family Album aktiv. In den 1980er-Jahren war er wiederkehrend in der Serie Matt Houston als Onkel des Titelcharakters zu sehen. Bis in das hohe Alter trat er immer wieder in Gastrollen in verschiedenen Serien auf und spielte seine Rolle als Barnaby Jones nochmals 1993 in dem Kinofilm Die Beverly Hillbillies sind los!. Mit einigen Romanen und einer Autobiografie war Ebsen auch als Schriftsteller tätig und er ist auch auf einigen Tonträgern als Sänger und Sprecher zu hören.
Bei der Adresse 1775 Vine Street erhielt Buddy Ebsen einen Stern auf dem Hollywood Walk of Fame. Die Walt Disney Company ernannte ihn 1993 zur „Disney-Legende“ („Disney Legend“).

## Filmografie (Auswahl)
- 1936: Broadway-Melodie 1936 (Broadway Melody of 1936)
- 1936: Shirley Ahoi! (Captain January)
- 1936: Zum Tanzen geboren (Born to Dance)
- 1936: Mississippi-Melodie (Banjo On My Knee)
- 1937: Broadway Melodie 1938 (Broadway Melody of 1938)
- 1938: Im goldenen Westen (The Girl of the Golden West)
- 1938: The Kid from Texas
- 1939: Der Zauberer von Oz (The Wizard of Oz) (Szenen geschnitten)
- 1941: They Met in Argentina
- 1941: Parachute Battalion
- 1950: Under Mexicali Stars
- 1954: Das unsichtbare Netz (Night People)
- 1955: Davy Crockett, König der Trapper (Davy Crockett, King of the Wild Frontier)
- 1956: Flußpiraten (Davy Crockett and the River Pirates)
- 1956: Ardennen 1944  (Attack!)
- 1956: Feuertaufe (Between Heaven and Hell)
- 1958–1959: Northwest Passage (Fernsehserie, 26 Folgen)
- 1960: Frühstück bei Tiffany (Breakfast at Tiffany's)
- 1962: Männer, die das Leben lieben (The Interns)
- 1962–1971: The Beverly Hillbillies (Fernsehserie, 274 Folgen)
- 1964: Der Wilde von Montana (Mail Order Bride)
- 1973–1980: Barnaby Jones (Fernsehserie, 178 Folgen)
- 1984: Kampf um Yellow Rose (The Yellow Rose) (Fernsehserie, 2 Folgen)
- 1984–1985: Matt Houston (Fernsehserie, 22 Folgen)
- 1990: Geld stinkt nicht (Working Tra$h); Fernsehfilm
- 1993: Die Beverly Hillbillies sind los! (The Beverly Hillbillies)

## Werke
- The Other Side of Oz. Donovan Publishing, 1993, ISBN 1-880538-08-3. (Autobiografie)
- Sizzling Cold Case: (The Legend of Lori London) A Barnaby Jones Novel. AuthorHouse, 2006, ISBN 1-4259-4049-8.
- Polynesian Concept. Prentice-Hall, 1972, ISBN 0-13-685339-0.
- Kelly's Quest. 1st Books Library, 2000, ISBN 1-58820-187-2.

## Tonträger
- Buddy Ebsen Says Howdy, CD
- The Beverly Hillbillies, Soundtrack-CD
- Broadway Melody Of 1936, CD (Cast Recording)
- Classic Disney Volume IV- 60 Years of Magical Music, CD
- The Wizard of Oz, Soundtrack-CD